# Лов на вещици
Лов на вещици е издирването на доказателства и свидетелства, че дадено лице извършва деяния, забранени от Светата църква и Светата инквизиция и провеждането на инквизиционен процес, при който да бъде установено и доказано дали обвиняемото лице действително е практикувало магьосничество. Извършвало се е през Средновековието.
Много различни култури по света, както древни, така и съвременни, са се отнасяли към обвинените в магьосничество със суеверен страх или страхопочитание. Обвинените в такива деяния са били убивани по един или друг начин или са били преследвани за шарлатанство, изнудване или измама. Днес такива преследвания се смятат за един вид морална паника. В съвременната епоха явлението „лов на вещици“ още не е напълно изчезнало и се среща в различни общности, където религиозните ценности осъждат практикуването на магьосничество и окултизъм.
В по-общ смисъл терминът може също да означава преследването на заподозрян или обвинен за враг (обикновено в социално неконформистки групи) с крайно предубеждение и игнориране на реалната вина или невинност.

## Преследвания в Западна Европа
Църквата преследва жените, смятани за вещици, заради техните особени знания и способности. Тези жени са обвинявани в съюз с дявола, поради което са преследвани и много от тях – изгаряни живи на клада.
В късноантичната и ранната средновековна Християнска църква има две конкурентни гледища по въпроса за магьосничеството и вещерството. Августин от Хипон смята, че тъй като магията е физически невъзможна, в извършването ѝ има намеса на дявола. Друго мнение по въпроса е, че ритуалите на т.нар. „вещици“ са плод на самоизмама, илюзия и въображение. Постепенно се възприема твърдението за сключен съюза между вещиците и Дявола. Векове по-късно това става главното обвинение, довело до техния „лов“.
Дълго преди да се появи думата „вещица“ живеели хора, на които се приписвали магически сили. Народът вярвал, че те могат да влияят на света около себе си чрез заклинания и магии. По този начин се тълкували събития като лоша реколта, смърт на домашно животно или разболял се човек – всичко се обяснявало с наличието на зли сили. Затова не е чудно, че виновниците са били търсени точно сред хората, за които се смятало, че притежават подобни способности.
Църквата вижда заплаха в тези хора чак през XIII век, смятайки ги за конкуренция и опасност, с която трябва да се справи. Ако хората вярват повече в магическите сили на познати заклинатели и им се доверяват по-често, отколкото на Църквата и Божията помощ, то тогава Църквата губи влиянието и мощта си. Освен това повечето духовни лица – свещеници, епископи, самият папа – вярват, че подобни свръхестествени сили могат да бъдат само дар от Дявола. Така на магьосниците се приписва съюз с него, подобно на еретиците. По време на обвинителните процеси полът на обвиняемите не е от значение.
Редица римокатолически папи издават укази в защита на Църквата. Папа Инокентий IV въвежда мъченията в съдебните процеси срещу еретици, а Инокентий VIII нарежда да се действа с най-голяма строгост срещу отлъчените от Църквата. Кулминация на преследванията е последното десетилетие на XVI век и периодът 1630 – 1660 г. Няма историческо обяснение защо точно тогава ловът на вещици придобива такъв масов характер, но се предполага, че причина са лошите реколти и Тридесетгодишната война – в такива времена хора, на които се приписват магически сили, лесно стават изкупителна жертва. Мъченията, на които са подлагани обвинените във вещерство, продължават толкова дълго, колкото е нужно, за да се изтръгне необходимото признание. И от католическа, и от протестантска гледна точка, вещерството се приема за най-ужасното и най-тежкото престъпление, затова някои от процесите са изключително жестоки и провеждани без оглед на елементарния християнски принцип за милосърдие. В указ, издаден от Карл V, дори са назовани конкретните наказания – изгаряне на клада, разделяне на плътта чрез рязане на четири части, удавяне, обесване, погребване жив, чупене на костите с помощта на специално колело и т.н.
Позицията на Католическата църква, която в общественото съзнание обикновено се свързва с лова на вещици, е диференцирана и издевателствата срещу вещиците често са извършвани от светски лица или институции. Всъщност Протестантските църкви преследват „вещиците“ не по-малко строго.
Един от духовниците, борили се срещу ловът на вещици, е Антон Преториус.
Последните процеси срещу вещици в Западна Европа се състоят в края на 18 век – преди т.нар. Велика френска революция.

## В САЩ
Съдебни процеси срещу Салемските вещици започват през 1692 г. Психозата е поддържана от религиозни фанатици и завършва с множество присъди и екзекуции на осъдени като „магьосници“ в Салем, Масачузетс. По-късно Върховният съд на Масачузетс отменя присъдите и определя обезщетение на семействата на жертвите.

## Съвременен прочит на термина
Жертвите на макартизма в САЩ са наричани „жертви на лова на вещици“. Чистки са провеждани в училищата, киното и театъра, в политиката, университетите, в армията и Държавния департамент. Личности като Чарли Чаплин, Артър Милър, Леонард Бърнстейн са компрометирани вследствие на това. Робърт Опенхаймер, „бащата на атомната бомба“ е преследван от „Комисията за антиамериканска дейност“.
По време на политическите чистки подобни процеси, но в много по-големи мащаби се разиграват и в нацистка Германия и СССР. Жертви са хора като Зигмунд Фройд, Йозеф Чапек, Сергей Корольов и Всеволод Мейерхолд.